# Willem Eggert

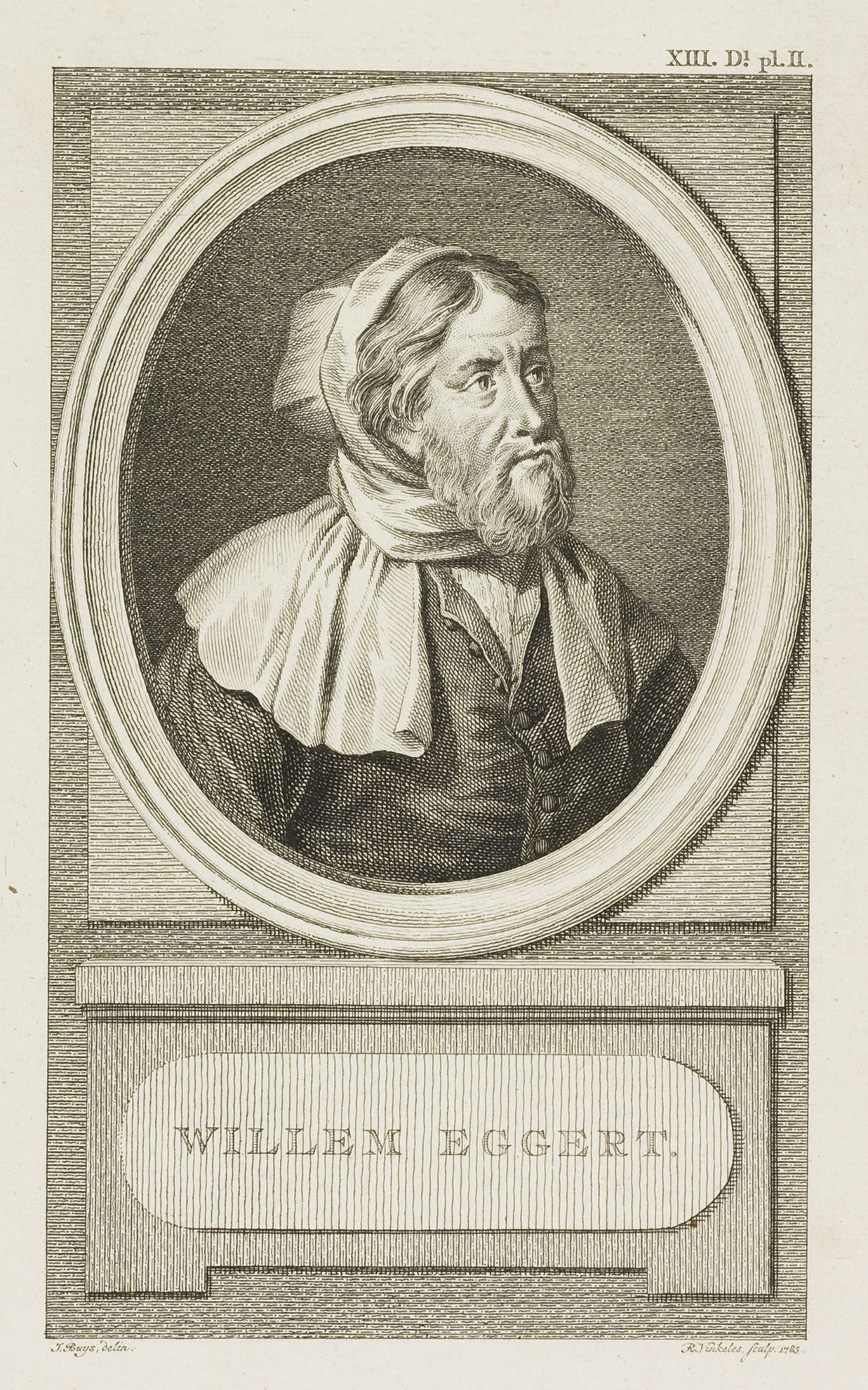
Willem Eggert

Ritter Willem Eggert (* um 1360; † 15. Juli 1417 in Purmerend, Nordholland) war ein einflussreicher holländischer Edelmann unter der Regierung Graf Willem VI. und dessen Statthalter und Finanzier.

## Wirken
Willem war der Sohn von Jan Eggert, dem vermögenden Großgrundbesitzer aus dem Geschlecht der Eggert geboren. Im Jahre 1392 unterstützte er den Aufstand Wilhelm van Oostervants gegen den bayrischen Herzog Albrecht. Nach Oostervants Wahl zum Grafen von Holland wurde Willem Eggert zum Ratsherrn und Schatzmeister der Stadt Amsterdam benannt, und im Jahre 1415 oberster Schatzmeister von Holland. Eggert war des Grafen Botschafter und Stellvertreter und lieh ihm Geld für seine diversen Kriege. So wurde Eggert zum zweiten Mann am Hof und in der holländischen Politik. In den Jahren 1416 und 1417 erfolgte seine kurze Amtszeit als Statthalter Hollands, in dieser Funktion wirkte er in Vermögenssachen – die Grafschaft betreffend – als kluger, geschickter und umsichtiger Vertrauensmann des Grafen. Er konnte von diesem viele Vorrechte für die Stadt Amsterdam erlangen.

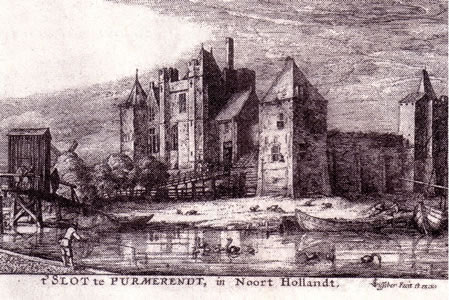
Zeichnung von Eggerts Schloss Purmerstein (circa 16. Jahrhundert)

Am 4. November 1410 wurde er durch Graf Willem VI. zum ersten Heeren von Purmerend und Purmerland ernannt, dessen erstes Schloss – Purmerstein – im Jahre 1413 erbaut wurde. 1414 errichtete Eggert in der von ihm ab 1408 in seinem Obstgarten erbauten Nieuwe Kerk  ein Collegium Theologicum. Im Jahre 1414 vermittelte er Hollands Grafen einen 30-jährigen Frieden mit den Friesen. Im Jahre 1416 wurde er auch noch als Dompropst von Utrecht genannt.

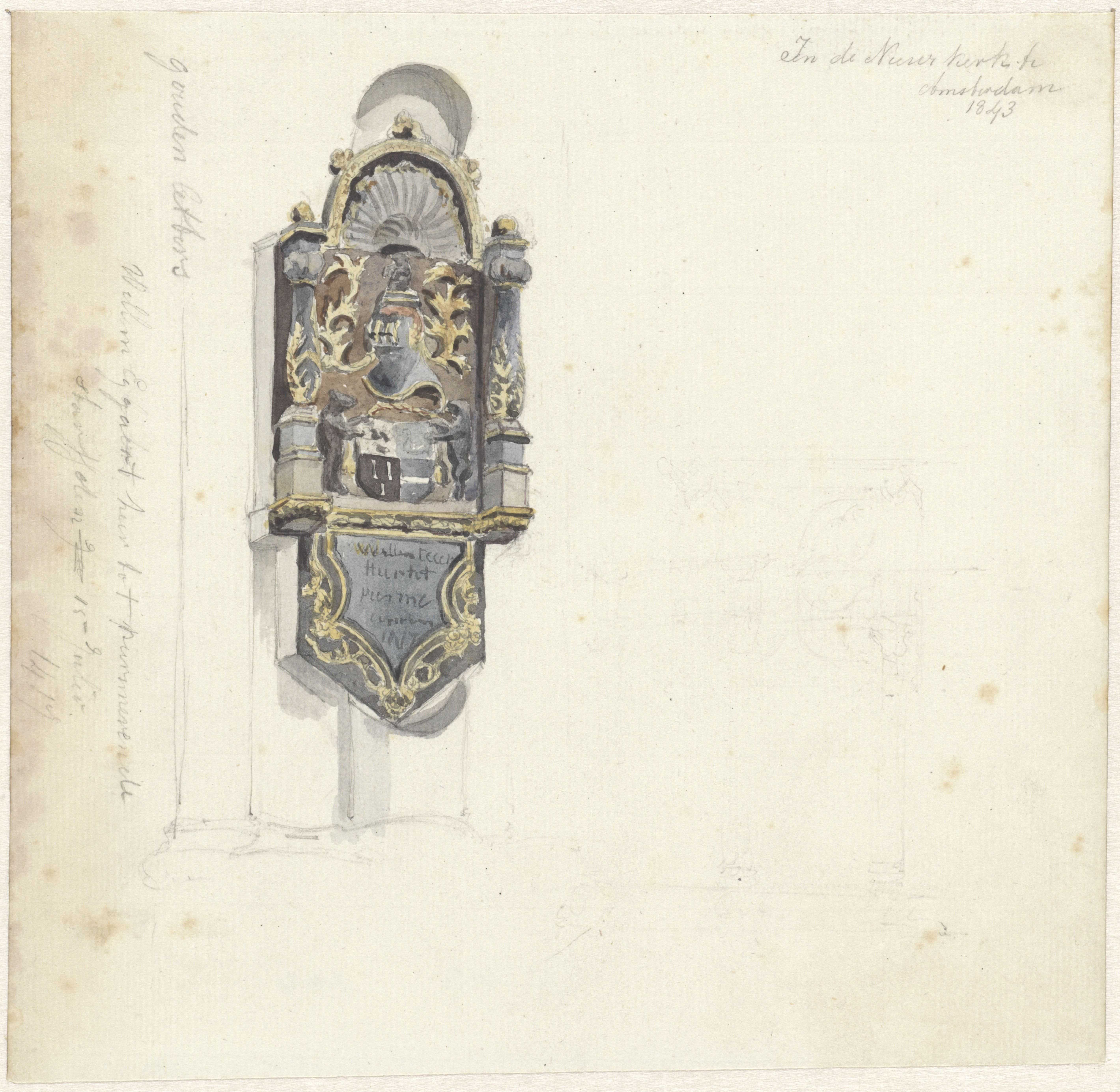
Denkmal für Eggert in der Nieuwe Kerk, Amsterdam

Nach Graf Wilhelms Tod erlebte Eggert seinen Lebensabend auf Schloss Purmerstein. Nachdem er im Jahre 1417 nur kurze Zeit nach dem Grafen verstorben war, wurde er in der Amsterdamer Nieuwe Kerk begraben. Sein Sohn Jan Eggert folgte ihm in als Herr von Purmerend und Purmerland nach. Seine Tochter Imme (Lijsbeth ?) Eggert ehelichte Willem de Grebber.
| Vorgänger            | Amt                                         | Nachfolger |
| -------------------- | ------------------------------------------- | ---------- |
| Titel neu geschaffen | Herr von Purmerend und Purmerland 1410–1417 | Jan Eggert |